# Dongxian
Dongxian et Xixian représentent les deux parties d'un astérisme de l'astronomie chinoise. Celui-ci est décrit dans le traité astronomique du Shi Shi qui recense les astérismes construits à partir des étoiles les plus brillantes du ciel. Dongxian et Xixian se composent chacun de quatre étoiles de luminosité moyenne par rapport aux étoiles les plus brillantes de la région du ciel qui abrite cet astérisme, proche du centre galactique. Dongxian est situé dans la partie méridionale de la constellation occidentale d'Ophiuchus, et Xixian, plus à l'ouest, est à cheval entre les constellations du Scorpion et de la Vierge.

## Composition
Les cartes du ciel du monde chinois indiquent que la partie orientale de l'astérisme, Dongxian est situé entre, au nord, le bas du vaste astérisme Tianshi représentant un marché céleste et dont les étoiles les plus au sud sont η Ophiuchi et ζ Ophiuchi, et au sud par la loge lunaire Xin, composée de α, σ et τ Scorpii. La composition de Dongxian semble ainsi pouvoir être, du nord au sud :
- ϕ Ophiuchi (magnitude apparente 4,3)
- χ Ophiuchi (4,2)
- ψ Ophiuchi (4,5)
- ω Ophiuchi (4,4)

Situé plus à l'ouest, Xixian se compose également de quatre étoiles formant une ligne orientée nord est-sud ouest, située au-dessus des deux loges lunaires suivant Xin, à savoir Fang et Di et immédiatement à l'ouest d'un astérisme associé, Fa, orienté dans le même sens. La composition de Xixian, plus incertaine peut être réalisée par :
- ψ Scorpii (magnitude apparente 4,9)
- ξ Scorpii (4,2)
- 48 Librae (4,9)
- θ Librae (4,1)

## Symbolique
Dongxian et Xixian sont situés juste à côté d'un vaste ensemble appelé Tianshi, correspondant à un marché céleste, comprenant à la fois les éléments d'une cour royale, et des éléments liés au commerce. Dongxian et Xixian font partie de ces derniers, symbolisant les deux bâtiments entourant une place et dédiés au jugement des fraudeurs du marché. La place elle-même est le lieu où sont rendues les sentences, à l'aide de Fa, un fouet.

## Astérismes associés
Si de nombreux astérismes situés dans le marché céleste Tianshi sont en rapport avec la cour de l'empereur (tels Dizuo, son trône, Hou un superviseur ou un astrologue, Huanzhe des administrateurs eunuques), d'autres sont plus manifestement en rapport avec le commerce, tels Hu, un autre étalon de mesure, Tusi, Bodu et Chesi, trois magasins (boucherie, vêtements et chariots, respectivement), et Liesi, une rue commerçante. À proximité de Tianshi, mais à l'extérieur de l'astérisme dont les étoiles symbolisent un mur d'enceinte, se trouvent, outre Dongxian et Xixian, Fa, un fouet destiné à punir les tricheurs, puis plus au nord est, Tianbian, des régulateurs des affaires du marché, Tianji, une autre structure administrative en rapport avec les activités du marché, et Jiantai, le pavillon abritant les étalons de mesure utilisés pour le commerce.

## Référence
- (en) Sun Xiaochun et Jakob Kistemaker, The Chinese sky during the Han, New York, Éditions Brill, 1997, 247 p. (ISBN 9004107371), page 150.